# 黃徽胤
黃徽胤（1614年—？），字吉臣，號慎菴，福建泉州府晉江縣人，明末清初政治人物。

## 生平
崇禎九年（1636年）丙子科福建鄉試第八名舉人，十年（1637年）丁丑科三甲第二百八名進士。刑部觀政，十一年（1638年）授績溪縣知縣，十三年（1640年）調桐鄉縣知縣，十五年（1642年）升刑部廣西司主事。
崇禎十七年（1644年）清兵入關，仕清。順治元年（1644年）七月授浙江道監察御史，巡按山西，三年（1646年）二月巡按順天，六年（1649年）四月升太僕寺少卿，七年（1650年）五月升太僕寺卿，丁憂。服闋，十一年（1654年）八月起為兵部右侍郎，十二年（1655年）三月改兵部左侍郎，四月以才識平常，引疾致仕，卒於家。

## 家族
曾祖黃繼宗，封中允，贈南京禮部尚書；祖父黃鳳翔，隆慶二年榜眼，南京禮部尚書、太子少保；父黃翰中，庠生。從兄黃熙胤。